# Скутін Андрій Петрович
Андрій Петрович Скутін (нар. 4 листопада 1927, Большаки — пом. 2008) — український художник тканин і живописець; член Спілки радянських художників України з 1967 року.

## Біографія
Народився 4 листопада 1927 року в селі Большаках (нині Кіровська область, Росія). 1951 року закінчив Івановський хіміко-технологічний технікум, 1964 року — Київський художній інститут.
Працював на Дарницькому шовковому комбінаті. Обирався членом Української республіканської художньої ради з тканин. Жив у Києві, в будинку на бульварі Верховної Ради, № 28, квартира № 29. Помер у 2008 році.

## Творчість
Працював в галузі декоративного мистецтва (промисловий текстиль). Серед робіт:
- проєкти платтяних тканин «Лотос», «Лісова пісня», «Чорні тюльпани», «Огірки», «Пролісок», «Очерет» (1964—1970);
- проєкти хусток-сувенірів «Дружба народів СРСР», «Софія Київська» (1967);
- декоративне панно «Слово про Київград».

Брав участь у всесоюзних виставках з 1967 року, зарубіжних (Румунія, Болгарія) — з 1965 року.
Твори текстильного малюнка зберігаються у музейних фондах Дарницького шовкового комбінату, у приватних колекціях Росії та інших країн, представлені у Національному науково-природничому музеї Національної академії наук України та у державних установах Луганська.